# Ramón de la Fuente
Ramón de la Fuente Leal, noto come Lafuente (Bilbao, 31 dicembre 1907 – Madrid, 15 settembre 1973), è stato un calciatore spagnolo.

## Carriera

### Club
Attaccante basco, debuttò nel 1924 con il Barakaldo, venendo acquistato due stagioni più tardi dall'Athletic Bilbao.
Dopo un primo anno in cui non riuscì a calcare il campo in nessun'occasione, a partire dal 1926-1927 venne costantemente utilizzato sia nel campionato regionale che in coppa del Re.
Durante il Primera División 1928-1929 (Spagna), prima edizione della storia, fu vice-capocannoniere del torneo, alle spalle di Paco Bienzobas.
Con questa maglia divenne un punto di riferimento dell'attacco, accanto a Gorostiza, Iraragorri, Bata e Unamuno, totalizzando 211 presenze (96 in campionato) e realizzando 64 gol, conquistando tre scudetti e quattro Coppe del Re.
Concluse la carriera nella stagione 1934-1935 all'Atlético Madrid.
Morì nel 1973 a 65 anni di età.

### Nazionale
È stato convocato con la nazionale spagnola in 8 occasioni Il suo debutto come un giocatore è stato il 17 aprile 1927 nella partita Spagna-Svizzera 1-0.
Ha inoltre partecipato al Campionato mondiale di calcio 1934.

## Palmarès

### Club
- Campionato spagnolo: 3

Athletic Bilbao: 1929-1930, 1930-1931, 1933-1934
- Coppa di Spagna: 4

Athletic Bilbao: 1929-1930, 1930-1931, 1931-1932, 1932-1933